# Merlin Röhl
Merlin Röhl, né le 5 juillet 2002 à Berlin en Allemagne, est un footballeur allemand qui joue au poste de milieu central au SC Fribourg.

## Biographie

### En club
Né à Berlin en Allemagne, Merlin Röhl commence le football au TSG SV Babelsberg 03 avant d'être formé par le FC Ingolstadt 04, qu'il rejoint en 2018. Il joue son premier match en professionnel le 25 novembre 2020, à l'occasion d'une rencontre de championnat face à l'équipe réserve du Bayern Munich. Il est titulaire lors de cette rencontre remportée par son équipe par trois buts à un,.
Le 17 août 2022, Merlin Röhl s'engage en faveur du SC Fribourg. Il décide de porter le numéro 34.
Il connait des débuts compliqués à Fribourg, loin de sa famille il a du mal à se frayer un chemin vers l'équipe première, jouant principalement avec l'équipe réserve du club. Il est également blessé au dos pendant un peu plus d'un mois. Finalement, Röhl fait sa première apparition sous ses nouvelles couleurs le 4 mars 2023, lors d'une rencontre de championnat face au Borussia Mönchengladbach. Il entre en jeu à la place de Maximilian Eggestein et les deux équipes se neutralisent (0-0 score final).

### En sélection
Merlin Röhl représente l'équipe d'Allemagne des moins de 19 ans. Il joue deux matchs avec cette sélection en 2020.
Merlin Röhl joue son premier match avec l'équipe d'Allemagne espoirs le 8 septembre 2023 contre l'Ukraine. Il est titularisé avant d'être remplacé à la mi-temps par Robert Wagner. Son équipe s'impose par deux buts à zéro ce jour-là. Röhl marque son premier but avec les espoirs le 21 novembre 2023 contre la Pologne. Titulaire, il participé à la victoire des siens (3-1 score final).

## Statistiques
Le tableau ci-dessous retrace la carrière de Merlin Röhl depuis ses débuts :

### En club
| Saison                | Club                  | Championnat           | Championnat | Championnat | Coupe(s) nationale(s) | Coupe(s) nationale(s) | Compétition(s) continentale(s) | Compétition(s) continentale(s) | Compétition(s) continentale(s) | Playoffs | Playoffs | Coupe régionale | Coupe régionale | Total | Total |
| Saison                | Club                  | Division              | M.          | B.          | M.                    | B.                    | Comp.                          | M.                             | B.                             | M.       | B.       | M.              | B.              | M.    | B.    |
| 2020-2021             | FC Ingolstadt 04      | 3.Liga                | 19          | 1           | -                     | -                     | -                              | -                              | -                              | 2        | 0        | -               | -               | 21    | 1     |
| 2021-2022             | FC Ingolstadt 04      | 2.Bundesliga          | 26          | 1           | 2                     | 0                     | -                              | -                              | -                              | -        | -        | -               | -               | 28    | 1     |
| 2022-2023             | FC Ingolstadt 04      | 3.Liga                | 4           | 2           | 1                     | 0                     | -                              | -                              | -                              | -        | -        | 1               | 0               | 6     | 2     |
| Sous-total            | Sous-total            | Sous-total            | 49          | 4           | 3                     | 0                     | -                              | 0                              | 0                              | 2        | 0        | 1               | 0               | 55    | 4     |
| 2022-2023             | SC Fribourg II        | 3.Liga                | 12          | 0           | -                     | -                     | -                              | -                              | -                              | -        | -        | -               | -               | 12    | 0     |
| Sous-total            | Sous-total            | Sous-total            | 12          | 0           | 0                     | 0                     | -                              | 0                              | 0                              | 0        | 0        | 0               | 0               | 12    | 0     |
| 2022-2023             | SC Fribourg           | Bundesliga            | 3           | 0           | -                     | -                     | C3                             | -                              | -                              | -        | -        | -               | -               | 3     | 0     |
| 2023-2024             | SC Fribourg           | Bundesliga            | 19          | 1           | 2                     | 0                     | C3                             | 8                              | 1                              | -        | -        | -               | -               | 29    | 2     |
| Sous-total            | Sous-total            | Sous-total            | 22          | 1           | 2                     | 0                     | -                              | 8                              | 1                              | 0        | 0        | 0               | 0               | 32    | 2     |
| Total sur la carrière | Total sur la carrière | Total sur la carrière | 83          | 5           | 5                     | 0                     | -                              | 8                              | 1                              | 2        | 0        | 1               | 0               | 99    | 6     |